# 長坂松夫
長坂 松夫（ながさか まつお、1949年9月23日 - ）は、中華料理（四川料理）の調理師。愛知県生まれ。香川県高松市檀ノ浦にある長江SORAEのオーナーシェフ。日本人の感性に合う創作中華を目指し、季節の野菜を使った小皿料理を得意とする。『ためしてガッテン』、『チューボーですよ!』などのテレビ出演も多い。座右の銘は孔子の『五味調和百味香』

## 来歴
- 1968年 - 高校卒業後、名古屋の都ホテルに入社。すぐに都ホテル直営の近鉄四川飯店に異動になる。
- 1969年 - 近鉄四川飯店の井田恭平料理長について名鉄菜館に就職。
- 1970年 - 名鉄菜館から高松グランドホテルに出向。10か月で「鳳凰」料理長に就任。21歳。
- 1983年 - 香川県高松市に「中国菜館長江」を独立オープン（後に『麻布長江高松本店』にリニューアル）。
- 1997年 - 東京・西麻布に「麻布長江」を 開店する。
- 1997年 - 有志と共に料理人集団「テイスト オブ ファイブ」を設立する。
- 2010年 - 麻布長江高松本店を閉店し、香川県高松市檀ノ浦に新店・長江SORAEを開店。

## 性格・嗜好
長坂は自著で自身を次のように評している。
- 学生時代は器械体操をしていたスポーツマン[3]。
- 礼儀と根性ができていたので上の者に気に入られ、昇進が早かった。当然のようにいじめも経験したが、耐えた[4]。
- 実家が鉄工所だったので作業の効率化は常に考える[5]。

## 出演番組
- チューボーですよ!（TBSテレビ）
- ためしてガッテン（NHK）
  - 2009年12月2日 冬の食卓革命!オリジナル鍋ベスト3
- ジャングルTV 〜タモリの法則〜 （毎日放送）
- おもいッきりイイ!!テレビ（日本テレビ）
- どっちの料理ショー（読売テレビ）
- イシバシ・レシピ（TBSテレビ）
  - 2006年2月13日 エビチリ / 別腹：五目お焦げ
- 料理の鉄人（フジテレビ）
  - 1997年10月17日 スペアリブ対決 対戦者：陳建一

## 著作
- 『旨い仕事論』（ゴマブックス）
- 『シェフ列伝 《中華篇》』（ジェネオンエンタテインメント）：調理場面出演DVD